# 奥克角
奥克角（法語：Pointe du Hoc，法語發音：[pwɛ̃t dy ɔk]）是位于法国下诺曼底大区卡尔瓦多斯省沿海的一处悬崖，距离奥马哈海滩约6.4公里，高约30公尺。
第二次世界大战诺曼底战役期间，奥克角是美軍登陸地點的最高點，以西是猶他海灘，以東是奧馬哈海灘，因此成為美军攻击的一处重点。